# أندرو هاسي
أندرو هاسي (بالإنجليزية: Andrew Hussey)‏ هو مؤرخ بريطاني، ولد في 1963 في ليفربول في المملكة المتحدة.